# Bobby Rondinelli
Bobby Rondinelli (n. 27 iulie 1955 în Brooklyn, New York) este un baterist de rock, cel mai bine cunoscut pentru activitatea sa cu trupele de hard rock/heavy metal Blue Öyster Cult, Rainbow, Quiet Riot și Black Sabbath.